# Pygoptosia speciosa
Pygoptosia speciosa là một loài bọ cánh cứng trong họ Cerambycidae.